# Остапенко, Николай Иванович (политик)
Никола́й Ива́нович Оста́пенко (15 декабря 1953, с. Кицканы, Слободзейский район, Молдавская ССР, СССР — 30 апреля 1992, Приднестровская Молдавская Республика) — политический и общественный деятель Приднестровской Молдавской Республики.
Властями Приднестровья считается одним из героев движения за самоопределение.

## Биография
Родился 15 декабря 1953 в селе Кицканы Слободзейского района Молдавской ССР. По национальности — украинец. 

### Образование
В 1972 окончил Кагульское педагогическое училище имени А. С. Макаренко.
В 1981 окончил Кишинёский государственный университет имени В. И. Ленина по специальности «преподаватель истории и обществоведения».

### Трудовая деятельность
Трудовую деятельность начал в 1972 после окончания Кагульского педагогического училища учителем начальных классов в селе Баурчи Чадыр-Лунгского района. 
С 1973 по 1975 проходил срочную службу в рядах Советской армии.
После демобилизации, с 1975 по 1976, работал заместителем директора по учебно-воспитательной работе в восьмилетней школе села Ялпуг Чимишлийского района. С 1976 по 1984 — учитель истории и обществоведения в школах № 1 и 3 села Кицканы. 
В 1984 избран депутатом Кицканского сельского Совета народных депутатов, а на первой сессии утверждается заместителем председателя исполкома сельского Совета.

### Политическая деятельности
Один из организаторов движения сопротивления на левом берегу Днестра. В декабре 1990 избран председателем исполкома Слободзейского районного Совета народных депутатов.
Внёс большой личный вклад в политическое и экономическое становление Приднестровской Молдавской республики в 1990—1992 годах. Принимал активное участие в работе Временного Верховного Совета Приднестровской Молдавской ССР и его Президиума. Являлся членом комиссии по разработке первой конституции Приднестровской Молдавской Республики.
Депутат Верховного Совета Приднестровской Молдавской Республики I созыва. Депутат Верховного Совета ССР Молдова XII созыва от Приднестровья. Член приднестровской партии «Повернення» с момента её образования в 1992-м году.

### Гибель
23 апреля 1992 в результате нападения группы «Бужор» Министерства национальной безопасности Молдавии (группа Илашку) был обстрелян служебный автомобиль Остапенко на окраине села Карагаш. Через неделю, 30 апреля, скончался в больнице.
Похоронен на Мемориале Славы города Тирасполь.

## Награды
- Медаль «Защитнику Приднестровья» (посмертно)
- Орден Республики (30 августа 1995, посмертно) — за личный вклад в создание, становление Республики и в связи с 5-й годовщиной образования Приднестровской Молдавской Республики[3]
- Орден «За личное мужество» (4 августа 1999, посмертно) — за большой личный вклад в создание, защиту и становление Приднестровской Молдавской Республики, активное участие в борьбе против национализма, за равноправие всех народов в бывшей Молдавской Советской Социалистической Республике и в связи с 10-летием со дня создания Объединённого Совета трудовых коллективов города Тирасполь[4]

## Примечание
1. ↑  Биография Николая Остапенко — Свободная Энциклопедия Приднестровья. Дата обращения: 9 сентября 2010. Архивировано из оригинала 5 марта 2016 года.
2. ↑  В Тирасполе почтили память Николая Остапенко
3. ↑  Указ Президента Приднестровской Молдавской Республики от 30.08.1995 г. № 277 «О награждении государственной наградой „Орденом Республики“». Дата обращения: 31 июля 2021. Архивировано 24 июня 2021 года.
4. ↑  Указ Президента Приднестровской Молдавской Республики от 04.08.1999 г. № 296 «О награждении государственными наградами членов Объединённого Совета трудовых коллективов Приднестровской Молдавской Республики». Дата обращения: 31 июля 2021. Архивировано 31 июля 2021 года.